# الغابة (الفيوم)
قرية الغابة هي إحدى القرى التابعة لمركز أطسا في محافظة الفيوم في جمهورية مصر العربية. حسب إحصاءات سنة 2006، بلغ إجمالي السكان في الغابة 4049 نسمة، منهم 2059 رجل و1990 امرأة.